# Bazzania ovifolia
Bazzania ovifolia là một loài Rêu trong họ Lepidoziaceae. Loài này được (Stephani) S. Hatt. mô tả khoa học đầu tiên năm 1943.